# Paul de la Cuesta
Paul de la Cuesta Esnal, nacido el 28 de noviembre de 1988 en la localidad de San Sebastián (España), es un esquiador español que ha destacado en categorías inferiores. Sus inicios son en el CAEI (Club Aranés d'Esports d'Iuern) del Valle de Arán, donde se formó como esquiador desde los 4 años hasta entrar en el equipo nacional.

## Trayectoria
Paul de la Cuesta comenzó a competir en pruebas de la FIS en 2003. En 2005 obtuvo sus primeros grandes éxitos; siendo todavía un esquiador de categoría junior, obtuvo los campeonatos de España absolutos en las categorías de Eslalon gigante y Super gigante, disputados en Baqueira Beret.
Su debut en la Copa Mundial de Esquí Alpino se produjo el 25 de octubre de 2009 en el eslalon gigante de Sölden de la temporada 2009-2010, disputando luego más pruebas durante esa misma temporada. En categorías inferiores ha logrado varias victorias y podios tanto en eslalon gigante como en super gigante.
Ha sido 11 veces podio en los Campeonatos de España, destacando que ha sido campeón de España 5 veces: 3 de Super Gigante (2005, 2012 Y 2014) y 2 de Eslalon Gigante (2005 y 2010).
Ha participado 2 veces en los Juegos Olímpicos (en Vancouver 2010 y Sochi 2014) y 4 veces en los mundiales (en Are 2007, Val d´Isere 2009, Garmisch-Partenkirchen 2011 y Schladming 2013). En categoría junior ha disputado a su vez 4 mundiales logrando como mejor resultado un 28.º puesto en el Super Gigante de 2007.
En la Copa del Mundo, disputó su primera prueba en la temporada 2009-2010 en el eslalon gigante de Sölden, no clasificándose para la segunda manga tras quedar 58.º clasificado en la primera manga. Su mejor resultado hasta la fecha es el 40.º puesto en el Descenso de Bormio del 29 de diciembre de 2012.
El 15 de enero de 2015, en Wengen (Suiza), sufrió una grave caída durante los entrenamientos de descenso de una de las pruebas correspondientes a la Copa del Mundo. El esquiador vasco se fracturó la tibia y el peroné a la altura del tobillo a raíz de esa caída. La lesión dejó al esquiador secuelas en el tobillo y más de un año después indicaba en una entrevista que veía casi imposible regresar al esquí de competición . Sin embargo, a 17 de agosto de 2016 el esquiador sigue oficialmente en activo.

## Palmarés

### Juegos Olímpicos
- 2 Participaciones (7 pruebas)
- Mejor resultado: 22.º en Combinada en Sochi 2014

### Mundiales
- 4 Participaciones (10 pruebas)
- Mejor resultado: 18.º en Combinada en Schladming 2013

### Copa del Mundo
- 5 Participaciones (25 pruebas)
- Mejor clasificación general: No puntuó en ninguna
- Mejor clasificación general especialidad: No puntuó en ninguna